# Roi Ling de Zhou
Le roi Ling de Zhou, ou Zhou Ling wang (chinois : 周靈王) de son nom personnel Ji Xiexin (姬泄心), était le vingt-cinquième roi de la dynastie Zhou. Il fut couronné à Luoyi en -571. Il régna jusqu'en -544.

## Règne

### Un magicien à la cour
Le roi Ling avait un défaut particulier, il craignait les fantômes. Pour lutter contre eux, il alla chercher un savant de grand renom Chang Hong, qu'il amena dans son cercle restreint. Il l'utilisa comme conseiller, mais aussi comme magicien. Il fut le premier magicien connu à officier à la cour d'un souverain en Chine.

### Conflit politique avec Wangshu
Le roi Ling qui était un souverain énergique, entra en conflit avec le duc de Wangshu pour des raisons politiques. Le conflit s'envenima et le roi commença à se lasser du duc de Wangshu. Le roi décréta l'éviction du duc de Wangshu qui craignant la colère du roi Ling, s'enfuit au pays de Jin. Le roi envoya son armée pour occuper le territoire de Wangshu, puis finalement l'annexa.

## Crise de succession
À sa mort, une crise de succession voit le jour. Son héritier, Taizi Jin est malheureusement mort avant lui. Quand il est mort, Wangsun Dankuo, un petit-fils du roi Jian, se mit aussitôt à intriguer contre le prince Gui pour mettre Wangzi Ningfu sur le trône. Dankuo attaqua pour commencer Dangongzi Qianqi, le chef de la garde du roi Ling et le força à fuir. Mais son père, le duc de Dan, un des ministres du roi Ling, organisa la contre-attaque avec notamment les ducs de Liu, de Yin et de Gong. Dankuo est forcé de s'enfuir à Jin. Le prince Ningfu est par la suite, exécuté par son frère. Le prince Gui devint alors le roi Jing.

## Événements
Ce fut sous son règne que naquit Confucius en -551, dans l’État de Lu.